# Estação Ferroviária de Ávila
A Estação Ferroviária de Ávila é uma interface das Linhas da Linha 100 e Linha 122, que serve o Concelho da Ávila, em Espanha.　